# Bacurau-tesoura
Noitibó-tesoura ou bacurau-tesoura (Hydropsalis torquata) é uma espécie de bacurau que habita a região Sul do estado brasileiro do Amazonas até a Bolívia, Paraguai e Uruguai. Tais aves grande dimorfismo sexual (macho chegam a medir 40 cm de comprimento, enquanto as fêmeas apenas 27 cm) possuem coloração pardo-escura com riscos brancos e colar nucal com variações regionais. Também são conhecidas pelo nome de curiango-tesoura.

## Subespécies
São reconhecidas duas subespécies:
- Hydropsalis torquata torquata (Gmelin, 1789) - ocorre do sul do Suriname até a Amazônia e leste do Brasil, e no leste do Peru;
- Hydropsalis torquata furcifer (Vieillot, 1817) - ocorre do sul do Peru até o leste da Bolívia, sul do Brasil, Uruguai, Paraguai e região central da Argentina.